# David Dew
David Dew (11 de novembre de 1968) va ser un ciclista australià que s'especialitzà en la pista. En el seu palmarès destaca la medalla de bronze als Campionats del Món de Tàndem, fent parella amb Anthony Peden.